# Іван Бондаренко (гайдамацький ватаг)
Іва́н Бондаре́нко (Чалий)  (бл. 1746 — 8 серпня 1768) — ватажок гайдамацького загону під час Коліївщини (повстання надвірних козаків), один із керівників повстання — четвертий за ліком Полковник Коліївщини.

## Життєпис
Народився в селі Грузька (нині Фастівського району), що на Київщині, у сім'ї кріпаків.
Восени 1767 року в монастирях Придніпров'я під виглядом послушників оселилась група запорозьких козаків. Її ядро складалося з восьми осіб, серед яких Максим Залізняк, Кіндрат Лусконіг, Микита Швачка, Андрій Журба, Василь Бурка, Дем'ян Чернявщенко та Іван Бондаренко. Очолював групу Йосип (Юсько) Шелест. Саме вони починали агітувати українців до повстання.
Іван Бондаренко в складі повстанського війська в понеділок, 26 травня, в перший день Петрового посту під проводом Максима Залізняка вийшов із Холодного Яру. 6 червня 1768 року за розпорядженням Залізняка відділяється зі своїм загоном від основних сил повстанців і прямує на північ через Острійки, Гребінки, Фастів, Чорногородку, Новосілки.
Від 26 червня 1768 року Іван Бондаренко діяв у районі Брусилова, Бишева, Рожева, Коростишева, Макарова, Радомишля, Бородянки розправляючись з поміщиками і польською шляхтою. Центром діяльності його загону було рідне село Грузька.
Після захоплення Полковника Микити Швачки московськими карателями 9 липня 1768 року очолює повстання надвірних козаків.
Прийнявши булаву в рідному селі Грузька, що на Київщині, проголосив: 
| «Не тільки лях, але й москаль є ворогом народу. Тож не належить прислужуватися їм обом, тому що тільки звільнившись від них, хлоп руський одержить необмежену свободу». |
Завдяки своїй хоробрості Іван Бондаренко був популярним в народі. Підступно схоплений у Макарові 20 липня 1768 року сотником корнинських надвірних козаків Данилом Щербиною. Дідич Корнина Проскура-Сущанський в нагороду за цю послугу добився на сеймі для Щербини спадкового шляхетства зі звільненням від обов'язків згідно з законом 1775 року і поточного сейму, та негайного надання йому зі скарбниці 9000 pzł для невідкладного придбання земських ґрунтів і ухвала про це вписана в книгу конституцій.
Страчений у Чорнобилі 8 серпня 1768. У фондах Національного заповідника «Хортиця» зберігається «Портрет Івана Бондаренка — отамана гайдамаків» роботи невідомого художника. Він був свого роду плакатом, створеним поляками на честь узяття Бондаренка. Напис: «Бондаренко з команди Гонти, схоплений під Чорнобилем», був тут суттєвішим, ніж власне зображення. Іванові Бондаренку були присвячені щонайменше дві історичні пісні, кожна з яких збереглася в кількох варіантах — «Про Івана Бондаренка та осавулу Якименка» та «Хвалилася Україна».
Після розгрому військ Івана Бондаренка завершується основний етап Коліївщини. Його пост у повстанському війську перебрав, за даними доктора Петра Мірчука, отаман Яків Саченко.

## Вшанування пам'яті

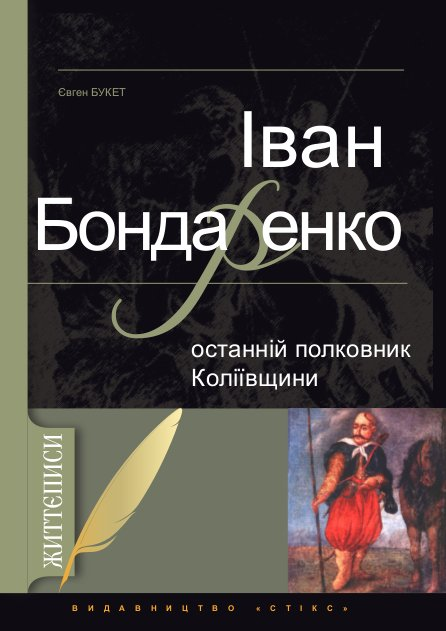
Книга Євгена Букета «Іван Бондаренко — останній полковник Коліївщини»

В альбомі Тараса Шевченка невідомою рукою записано пісні про Бондаренка «Хвалилася Україна, що в нас добре жити» і «В Макарові, славнім місті, пророчисте свято», в іншому альбомі записано пісню «Ой хвалився Бондаренко». Ці пісні відомі також і в інших збирачів фольклору.
У березні 1882 року в часописі «Київська старовина» було опубліковано «Сказання про Бондаренка за народними переказами», яке написав колишній волосний старшина села Грузької Іван Лобань. Твір вперше розповідав про ватажка як про народного героя, захисника знедолених.
1972 року побачила світ видана накладом 30000 примірників повість Віталія Кулаковського і Петра Сиченка «Ой гук, мати, гук», присвячена постаті легендарного гайдамацького ватажка. Окрім повісті «Ой гук, мати, гук» Іван Бондаренко був головним героєм історичної повісті Віталія Кулаковського і Петра Сиченка «Ріки виходять з берегів» (К., 1985) та завершальної частини трилогії — роману Петра Сиченка «Вітер з Холодного яру» (К., 2008). Ватажка згадано в історичних романах Юрія Мушкетика «Гайдамаки» (К., 1957), Миколи Сиротюка «Побратався сокіл» (К., 1964) і «Великий благовіст» (К., 1983).
22 вересня 1992 року в смт Макарів було присвоєно назву новій вулиці в районі цегельного заводу — Івана Бондаренка.
20 травня 2004 року зареєстрована Макарівська районна громадська організація «Грузецьке земляцтво імені Івана Бондаренка». До Грузецького земляцтва входять ті громадяни, хто своїм життям, навчанням, трудовою й громадською діяльністю, родинними, партнерськими стосунками пов'язані з селом.
27 травня 2011 року в Макарові відбулося нагородження переможців літературного конкурсу до 265-річчя з дня народження гайдамацького ватажка Івана Бондаренка. Проведення конкурсу ініціювали Київська обласна організація Національної спілки краєзнавців України, київське обласне об'єднання Всеукраїнського товариства «Просвіта» ім. Тараса Шевченка, Всеукраїнський культурологічний тижневик «Слово Просвіти», Макарівський районний центр творчості дітей і юнацтва імені Данила Туптала та районна газета «Макарівські вісті».
У жовтні 2014 року в серії «Життєписи» видавництва «Стікс» побачила світ книга краєзнавця Євгена Букета «Іван Бондаренко — останній полковник Коліївщини», обсягом 320 сторінок.